# Askonsdagen
Askonsdagen (latin: dies cinerum) är en kristen helg. Den infaller onsdagen efter fettisdagen, som i sin tur är tisdagen efter söndagen Quinquagesima, fastlagssöndagen. 
Askonsdagen är första dagen i fastetiden. Den har fått sitt namn efter den kristna sedvänjan att strö välsignad aska på de botgörare som denna dag fick lämna kyrkan. Efter absolution fick de åter komma in i kyrkan på skärtorsdagen.
Under askonsdagens mässa är det vanligt att prästen tecknar ett kors med aska på gudstjänstdeltagarnas pannor för att påminna om människans dödlighet. Vid tecknandet säger prästen detta eller liknande: ”Kom ihåg, o människa, att du är stoft och att du åter skall bli till stoft. Omvänd dig och tro evangelium.”
Askonsdagen har en plats med detta tema i Svenska kyrkans evangeliebok. Den återinfördes formellt 1983 efter att ha varit bortplockad sedan reformationstiden, men  hade redan 1900-talets mitt  i många församlingar tagits upp igen utan att detta varit formellt reglerat. Också i Finlands lutherska kyrka har kyrkohandboken texter och böner för askonsdagen och instruktioner för hur dagen skall firas.
Askonsdagens tema är i Svenska kyrkan "Bön och fasta".
Tidpunkten för askonsdagen är rörlig. Den inträffar enligt kyrkokalendern 46 dagar före påskdagen (40 vanliga fastedagar samt sex söndagar då man inte fastar), vilken i sin tur infaller första söndagen efter den första ecklesiastiska fullmånen efter 20 mars. Askonsdagen infaller mellan den 4 februari (om påskdagen infaller 22 mars ett normalår) och den 10 mars (om påskdagen infaller den 25 april). Trots sin placering i det borgerliga året har askonsdagen aldrig infallit på skottdagen den 29 februari, och kommer inte infalla detta datum förrän år 2096. I folklig tradition har ordet  askonsdagen på ett felaktigt sätt använts som  namn på dymmelonsdagen, onsdagen i Stilla veckan, alltså dagen före skärtorsdagen.
| År   | Datum       |
| ---- | ----------- |
| 2005 | 9 februari  |
| 2006 | 1 mars      |
| 2007 | 21 februari |
| 2008 | 6 februari  |
| 2009 | 25 februari |
| 2010 | 17 februari |
| 2011 | 9 mars      |
| 2012 | 22 februari |
| 2013 | 13 februari |
| 2014 | 5 mars      |
| 2015 | 18 februari |
| 2016 | 10 februari |
| 2017 | 1 mars      |
| 2018 | 14 februari |
| 2019 | 6 mars      |
| 2020 | 26 februari |
| 2021 | 17 februari |
| 2022 | 2 mars      |
| 2023 | 22 februari |
| 2024 | 14 februari |
| 2025 | 5 mars      |
| 2026 | 18 februari |
| 2027 | 10 februari |
| 2028 | 1 mars      |
| 2029 | 14 februari |
| 2030 | 6 mars      |

## Svenska kyrkan

### Texter
Söndagens tema enligt 2003 års evangeliebok är Bön och fasta. De bibeltexter som används för att belysa dagens tema är:
| Första årgången                                              | Andra årgången                                                  | Tredje årgången                                                           | Psaltarpsalm     |
| Jesaja 58:4–9 Jakobsbrevet 2:14–17 Matteusevangeliet 6:16–18 | Joel 2:12–19 Apostlagärningarna 13:1–3 Markusevangeliet 2:18–20 | Manasses bön 11–15 Första Korinthierbrevet 7:8–13 Lukasevangeliet 5:33–39 | Psaltaren 32:1–5 |

### Psalmer
Lista över psalmer som anknyter till Askonsdagen.
- Psalmer i 2000-talet: 888 Att be är att vara hos Gud.[7]